# Исмуратов, Мереке Отарович
Мереке Отарович Исмуратов (5 ноября 1961 года) — казахстанский политический деятель. Полковник полиции.

## Биография
Мереке Отарович Исмуратов родился 5 ноября 1961 года в селе Дамба, Балыкшинский район Гурьевской области.
Трудовую деятельность начал рыбаком колхоза имени Амангельды Гурьевской области.
1982-2003. Сотрудник органов внутренних дел.
2003-2008. Начальник отдела по борьбе с преступными посягательствами на рыбные запасы Департамента внутренних дел Атырауской области.
02.2008-08.2009. Заместитель начальника Департамента внутренних дел Атырауской области по оперативной работе.
09.2009-12.2009. Заместитель акима Атырауской области.
12.2009-02.2012. Аким города Атырау.
02.2012-02.2013. Заместитель акима Атырауской области.